# Соколув (гміна Серадз)
Соколув (пол. Sokołów) — село в Польщі, у гміні Серадз Серадзького повіту Лодзинського воєводства.
Населення — 173 особи (2011).
У 1975-1998 роках село належало до Серадзького воєводства.

## Демографія
Демографічна структура станом на 31 березня 2011 року:
|          | Загалом | Допрацездатний вік | Працездатний вік | Постпрацездатний вік |
| -------- | ------- | ------------------ | ---------------- | -------------------- |
| Чоловіки | 86      | 25                 | 52               | 9                    |
| Жінки    | 87      | 13                 | 49               | 25                   |
| Разом    | 173     | 38                 | 101              | 34                   |